# Karl Gottfried Traugott Faber
Karl Gottfried Traugott Faber (né le 10 novembre 1786 à Dresde, mort le 27 juillet 1863 dans la même ville) est un peintre allemand.

## Biographie

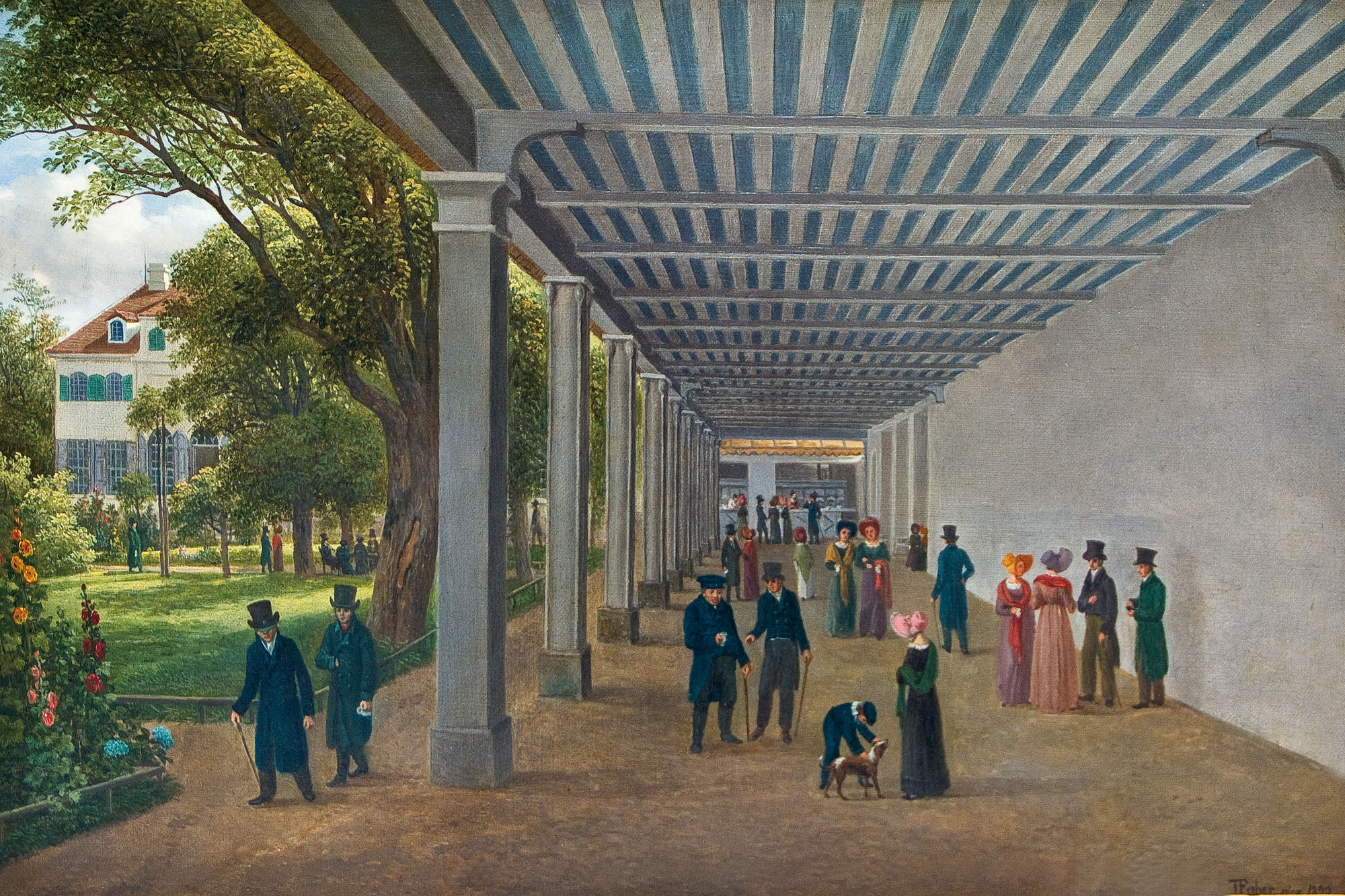
Dr. Struwes Trinkhalle in Teplitz-Schönau mit Kurgästen, 1822

En 1801, Traugott Faber est élève à l'école supérieure des beaux-arts de Dresde auprès de Carl Christian Fechhelm. De 1804 à 1814, il travaille dans l'atelier de Johann Christian Klengel. Plus tard, il donne des cours de dessin à Dresde. En 1820, il devient professeur à l'académie de Dresde. Un de ses élèves est Louis-Ferdinand von Rayski.